# Auma (Fluss)
Die Auma ist ein etwa 34,2 Kilometer langer Nebenfluss der Weida im Landkreis Greiz in Thüringen. Sie entspringt in einem, durch zahlreiche Teiche genutzten Feuchtgebiet südöstlich von Linda bei Neustadt an der Orla und fließt zunächst in nordöstlicher Richtung durch Köthnitz.
Die erste urkundliche Erwähnung fand der Fluss Auma im Jahre 1351 als Hùme.
Sie wird in diesem Bereich von der Bundesautobahn 9 überquert. Weitere Orte sind Reinsdorf, Sorna, Krölpa, Muntscha, Auma, Wiebelsdorf, Wöhlsdorf, Forstwolfersdorf, Rohna, Schömberg, wo sie die Aumatalsperre speist, und Liebsdorf. In der Stadt Weida mündet sie in den gleichnamigen Fluss Weida.
Zwischen Sorna und Auma wurde das Aumatal von der Bahnstrecke Triptis–Marxgrün genutzt. Bei Reinsdorf entwässert die Auma ein Feuchtgebiet, das die nördliche Fortsetzung der Plothener Teiche darstellt.